# Oberonia bertoldii
Oberonia bertoldii är en orkidéart som beskrevs av George King och Robert Pantling. Oberonia bertoldii ingår i släktet Oberonia och familjen orkidéer. Inga underarter finns listade i Catalogue of Life.